# Хамптонс на Бока Ратону (Флорида)
Хамптонс на Бока Ратону (енгл. Hamptons at Boca Raton) град је у америчкој савезној држави Флорида.

## Демографија
По попису из 2000. године број становника је 11.306.
| Група             | 2000.          | 2010.    |
| Белци             | 10.315 (91,2%) | 0 (0,0%) |
| Афроамериканци    | 188 (1,7%)     | 0 (0,0%) |
| Азијати           | 166 (1,5%)     | 0 (0,0%) |
| Хиспаноамериканци | 522 (4,6%)     | 0 (0,0%) |
| Укупно            | 11.306         | 0        |